# Hachette

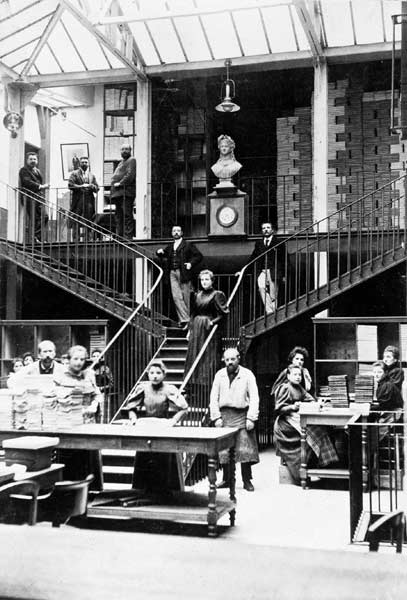
Livraria Hachette, cerca de 1880.

Hachette é um grande grupo de mídia francês, agora transformado em multinacional.
Originalmente, a Hachette era uma livraria e casa editorial fundada por Louis Hachette em 1826.

## Divisões
A partir de 2004, Hachette passou a fazer parte do grupo Lagardère Media, e passou a diversificar seus interesses. A Hachette inclui agora três empresas:
- Hachette Livre (inclui Hachette Book Group USA): casa editorial
- Hachette Filipacchi Médias: revistas
- Hachette Distribution Services: logística

A Hachette Livre é dona do grupo editorial London Hodder Headline, de W. H. Smith. É também proprietária do Orion Publishing Group.